# Ellis Gibbons
Ellis Gibbons (1573 – mai 1603) est un compositeur anglais et l'un des frères aînés d'Orlando Gibbons.

## Biographie
Gibbons naît à Cambridge. Son père Guillaume est l'un des musiciens de la ville d'Oxford mais il déménage à Cambridge entre la naissance et le baptême d'Orlando. Edward (1568–1650), le frère aîné d'Ellis, est nommé maître des choristes à Cambridge.
Ellis Gibbons est évidemment considéré comme prometteur par ses contemporains:  À l'âge de 28 ans, il est le seul compositeur, à part l'éditeur Thomas Morley lui-même, à fournir deux madrigaux pour The Triumphs of Oriana, collection de 25 madrigaux publiée en 1601, bien que le musicologue américain Joseph Kerman (dans son étude comparative des madrigaux anglais parue en 1962) indique que « peut-être l'un des deux est d'Edward Gibbons ».
Ellis Gibbons n'a jamais été (et n'aurait pu être) organiste de la cathédrale de Salisbury comme indiqué dans certains ouvrages de référence géorgiens.

## Source de la traduction
- (en) Cet article est partiellement ou en totalité issu de l’article de Wikipédia en anglais intitulé « Ellis Gibbons » (voir la liste des auteurs).